# Reculet
Der Reculet ist mit 1717 m der zweithöchste Berggipfel des gesamten Juras. Er gehört zur Haute Chaîne, der östlichsten und höchsten Kette des französischen Juras, und liegt im Pays de Gex (Département Ain), rund 18 Kilometer westnordwestlich der Stadt Genf. Der Bergname hat die Bedeutung von abgeschiedener, entlegener Ort.

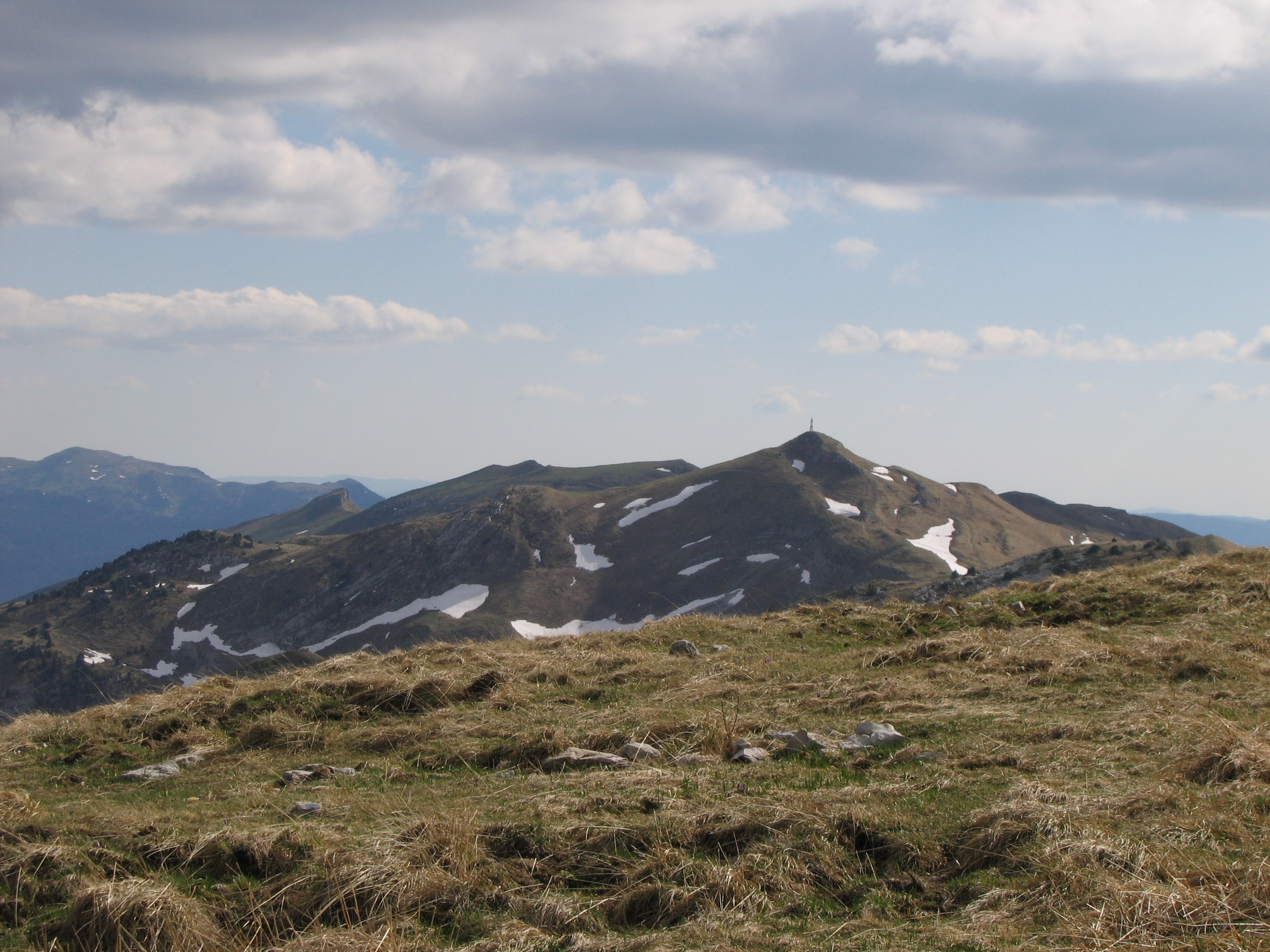
Blick vom Crêt de la Neige nach Südwesten zum Reculet

Begrenzt wird der Reculet im Osten durch die Ebene des Pays de Gex und im Westen durch das Tal der Valserine. Der Kamm des Reculet fällt in diese beiden Richtungen steil ab. Er erhebt sich ohne Vorbergzone direkt aus der Ebene des Pays de Gex und überragt das Becken von Genf um rund 1300 m. Nach Nordosten leitet der Jurakamm über die Einsattelung von Sur Thoiry (1640 m) direkt zum Crêt de la Neige über, nach Südwesten erstreckt sich ein langer Berggrat bis zum Grand Crêt d’Eau. Die offizielle Höhe des Reculet wird heute mit 1717,14 m angegeben. Vor der Neuvermessung von Reculet und Crêt de la Neige im Jahre 2003 war der Reculet mit einer gemessenen Höhe von 1717,4 m offiziell nur 20 cm niedriger als der benachbarte Crêt de la Neige (1717,6 m), seit 2003 wurde die Höhe des Reculet mit 1718 m angegeben. Im Jahr 2024 ergaben neuerliche Messungen eine Höhe von 1717,14 m für den Reculet, für den geodätischen Punkt des Crêt de la Neige 1718,06 m und für den höchsten Punkt des Crêt de la Neige in der Nähe des geodätischen Punktes 1720,83 m.
In strukturgeologischer Hinsicht bildet der Reculet eine Antiklinale des Faltenjuras, wobei die Gesteinsschichten zur Zeit der Jurafaltung im späten Miozän und Pliozän auf die weiter westlich liegenden Sedimente aufgeschoben wurden. Die Antiklinale ist an der Wurzel rund 5 km breit und ist gemäß der Streichrichtung der Juraketten in diesem Gebirgsabschnitt in Richtung Südsüdwest-Nordnordost orientiert. Das anstehende Gesteinsmaterial des Reculet stammt aus marinen Sedimenten der oberen Jurazeit (im Kammbereich kommen vor allem die dolomitischen Kalke des Portlandien, die Kalkbänke des Kimmeridgien und des Sequanien vor) und der Kreidezeit (überwiegend am Hangfuß). An der Roche Franche, einem steilen Felsabsturz südwestlich des Reculet im Einzugsgebiet des Valserine-Tals, sind die reliefbildenden Gesteinsschichten und die Faltenstruktur der Haute Chaîne gut aufgeschlossen.

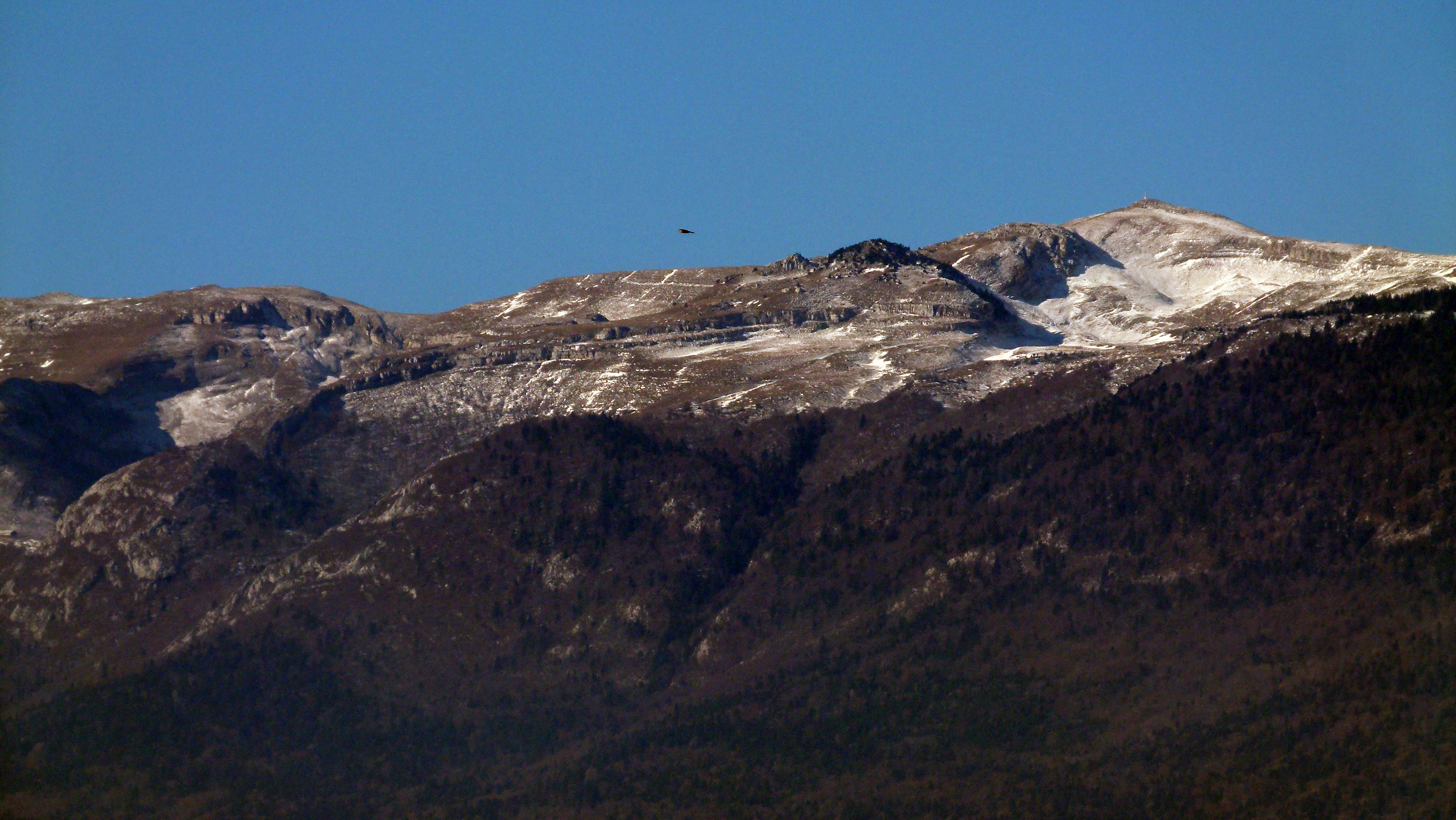
Blick auf den Kamm des Reculet

Aufgrund des Kalksteins konnten sich auf dem Kamm des Reculet verschiedene Karstphänomene ausbilden. Es gibt hier zahlreiche Dolinen und Karrenfelder, das Niederschlagswasser versickert im porösen Untergrund und tritt meist erst am Fuß der Jurakette in Karstquellen wieder zutage. Deshalb zeigen die Hänge der Haute Chaîne nur sehr wenige oberirdische Fließgewässer.
Der Gipfelbereich des Reculet ist grasbewachsen und zeigt eine subalpine Vegetation. Oberhalb etwa 1400 m herrschen Bergweiden vor, darunter schließt eine Nadelwaldzone an, die wiederum unterhalb etwa 900 m von Laubwald abgelöst wird. Der Reculet ist ein schöner Aussichtsberg des Hochjuras; an klaren Tagen bietet sich ein eindrucksvoller Blick über das Becken von Genf bis zu den Savoyer Alpen mit dem Mont Blanc. Der Reculet ist Teil des Parc Naturel Régional du Haut-Jura und des Naturreservats Haute Chaîne du Jura.